# Елий Антипатър
Вижте пояснителната страница за други личности с името Антипатър.
Елий Антипатър или Антипатър от Хираполис (на гръцки: Ἀντίπατρος; на латински: Aelius Antipater; Antipater of Hierapolis); fl.: 200 г.) е гръцки софист и реторик от 2/3 век по времето на император Септимий Север.
Той е син на Зевксидем и ученик на Адриан от Тир, Юлий Полукс и Зенон от Тарс. Той е близък на Филострат Стари. Император Септимий Север го прави свой частен секретар и учител на синовете си Каракала и Гета. Император Септимий Север му дава консулски ранг и го изпраща като управител (legatus Augusti pro praetore) на Витиния и Понт. Той умира на 68 години.
Неговото когномен произлиза от фамилията Елии. Той написва биография на Север.